# Elodina leefmansi
Elodina leefmansi är en fjärilsart som beskrevs av Kalis 1934. Elodina leefmansi ingår i släktet Elodina och familjen vitfjärilar. Inga underarter finns listade i Catalogue of Life.